# Серра-де-Конті
Серра-де-Конті (італ. Serra de' Conti) — муніципалітет в Італії, у регіоні Марке,  провінція Анкона.
Серра-де-Конті розташована на відстані близько 190 км на північ від Рима, 40 км на захід від Анкони.
Населення — 3762 особи (2014).
Щорічний фестиваль відбувається 16 листопада. Покровитель — Beato Gherardo di Serradeconti.

## Демографія
Населення за роками:

Станом на 1 січня 2023 року в муніципалітеті офіційно проживав 371 іноземець з 35 країн, серед них 76 громадян країн Євросоюзу та 10 громадян України.

## Сусідні муніципалітети
- Арчевія
- Барбара
- Монтекаротто
- Остра-Ветере